# Remada
Remada (àrab: رمادة, Ramāda) és una ciutat de Tunísia a la zona predesèrtica del sud-est, a la governació de Tataouine, situada uns 55 km al sud (quasi a la mateixa longitud, lleugerament una mica a l'oest) de la ciutat de Tataouine, a la carretera que uneix aquesta ciutat i Dhiba, a la frontera amb Líbia. Té uns tres mil habitants incloent els de les veïnes ciutats de El Kenbout (6 km a l'oest) i Nekrit (8 km al sud). És capçalera d'una delegació amb 10.280 habitants (cens del 2004). La delegació ocupa més de la meitat de la governació però la població només és el 7%, i està molt dispersa en nuclis molt reduïts o campaments improvisats nòmades.

## Hidrografia
A uns 6 km al nord passa el Oued Semna.

## Economia
L'economia està basada en els ramats; la terra és molt àrida per a la pràctica d'una agricultura productiva. No hi ha cap indústria.
A la vora hi ha un ksar, Ksar Sakdel, situat uns 13 km al sud-oest, però el turisme que atreu és irrellevant.
Alguns habitants viuen de la venda de productes importats de Líbia, de contraban.
A la governació hi ha el camp petroler d'El Borma, a la frontera amb Algèria, i cinc aeroports, un a El Borma i altres quatre de servei.

## Administració
Com a delegació o mutamadiyya, duu el codi geogràfic 53 57 (ISO 3166-2:TN-12) i està dividida en set sectors o imades:
- Rémada Est (53 57 51)
- Rémada Ouest (53 57 52)
- Nekrif (53 57 53)
- Kenbout (53 57 54)
- Bir Amir (53 57 55)
- Borj El Khadhra (53 57 56)
- Meghani (53 57 57)

Al mateix temps, forma una municipalitat o baladiyya (codi geogràfic 53 15).